# Tillämpad etik
Tillämpad etik är en filosofisk disciplin som försöker applicera teoretisk etik till praktiska moraliska problem som möter människor i vardagen. Några ämnen som faller under disciplinen är medicinsk etik, rättsfilosofi, ekosofi, djurrättsetik, dataetik och affärsetik. Vid diskussioner om mänskliga rättigheter används också tillämpad etik, liksom om abortetik och frågan om livets mening. En av de mest kända filosofer som skrivit böcker i ämnet är Peter Singer.
Tillämpad etik kan antingen ses som en av tre delar av den filosofiska etiken, tillsammans med normativ etik och metaetik, eller i vissa sammanhang som en del av den normativa etiken. 
Den moderna tillämpade etiken har ibland fått kritik för att den trots att den skall vara tillämpad på konkreta frågor är alltför abstrakt, verklighetsfrånvänd och teoretisk - man talar ibland om ivory tower ethics ("elfenbenstorns-etik", det vill säga vad moralfilosofer ägnar sig åt i eskapistisk världsfrånvändhet). En grupp teoretiker som vill återföra den tillämpade etiken på verkliga konkreta fall, istället för märkliga hypotetiska, principiella exempel, har myntat termen applied applied ethics ("tillämpad tillämpad etik") för sin verksamhet. 